# Eamon Sullivan
Eamon Sullivan (Australia, 30 de agosto de 1985) es un nadador australiano especializado en pruebas de corta distancia estilo libre, donde consiguió ser subcampeón olímpico en 2008 en los 100 metros libres.

## Trayectoria
En los Juegos Olímpicos de Pekín 2008 ganó la medalla de bronce en los relevos de 4 x 100 metros estilo libre, con un tiempo de 3:09.91 segundos que fue récord de Oceanía, tras Estados Unidos (oro) y Francia (plata); también ganó la plata en los 100 metros libres, con un tiempo de 47.32 segundos, tras el francés Alain Bernard y por delante del estadounidense Jason Lezak y brasileño César Cielo, ambos empatados con 47.67 segundos.
En 2009 participó en la versión australiana del concurso de televisión Celebrity MasterChef, emitido en Network 10, donde resultó ganador. En 2014 participó en la versión australiana del concurso de televisión Dancing with the Stars, emitido en Seven Network.